# Oldenlandia umbellata
Oldenlandia umbellata är en måreväxtart som beskrevs av Carl von Linné. Oldenlandia umbellata ingår i släktet Oldenlandia och familjen måreväxter. Inga underarter finns listade i Catalogue of Life.